# (8264) 1986 QA3
(8264) 1986 QA3 est un astéroïde de la ceinture principale découvert en 1986.

## Description
(8264) 1986 QA3 a été découvert le 29 août 1986 à l'observatoire de La Silla, au Chili,  par Henri Debehogne.

### Caractéristiques orbitales
L'orbite de cet astéroïde est caractérisée par un demi-grand axe de 2,23 UA, un périhélie de 1,93 UA, une excentricité de 0,13 et une inclinaison de 1,55° par rapport à l'écliptique. Du fait de ces caractéristiques, à savoir un demi-grand axe compris entre 2 et 3,2 UA et un périhélie supérieur à 1,666 UA, il est classé, selon la JPL Small-Body Database, comme objet de la ceinture principale.

### Caractéristiques physiques
(8264) 1986 QA3 a une magnitude absolue (H) de 14,3 et un albédo estimé à 0,192.